# Імператор Цутімікадо
Імператор Цутімікадо (яп. 土御門天皇, つちみかどてんのう, цутімікадо тенно; 3 січня 1196 — 6 листопада 1231) — 83-й Імператор Японії, синтоїстське божество. Роки правління: 18 лютого 1198 — 12 грудня 1210.
Син імператора Ґо-Тоба та Аріко, доньки Мінамото но Мітітіко. При народженні звався Тамехіто. 1198 року після зречення батька отримав імператорський трон. Значний вплив на нього зберігав батько. Водночас через швидку зміну декількох сьогунів з'явилася перспектива відновити фактичну владу імператора. Разом з тим з 1199 року столицю військово контролював Мінамото но Мітітіко. Втім 1210 року під тиском верховного імператора Ґо-Тоби зрікся влади на користь молодшого брата — принца Морінарі, що став відомий як імператор Дзюнтоку.
1221 року підтримав повстання свого батька проти бакуфу, але війська останнього зрештою здобули перемогу. Відставного імператора Цутімікадо було спочатку відправлено до провінції Тоса, а згодом Ава. Тут 1231 року став буддійським ченцем й невдовзі помер.